# فدریکو پلوسو
فدریکو پلوسو (به ایتالیایی: Federico Peluso) بازیکن فوتبال و مدافع اهل ایتالیا است که از سال ۲۰۱۲ میلادی عضو تیم ملی فوتبال ایتالیا بوده و در ۳ بازی ملی حضور داشته‌است. او در بازی‌های ملی‌اش ۱ گل به ثمر رساند.